# Chico Landi
Francisco Sacco Landi (São Paulo, Brazil, 14. srpnja 1907. – São Paulo, Brazil, 7. lipnja 1989.) poznatiji kao Chico Landi je bio brazilski vozač automobilističkih utrka. U povijesti je ostao upisan kao prvi Brazilac koji je nastupao na Svjetskom automobilističkom prvenstvu Formule 1, te prvi Brazilac koji je osvojio bodove u Formuli 1. Od 1935. do 1950. pobijedio je na 30-ak utrka, među kojima su najznačajnije pobjede na Velikoj nagradi Gávee, Velikoj nagradi Rio de Janeira, Velikoj nagradi São Paula, Velikoj nagradi Belo Horizontea i Velikoj nagradi Barija. U Formuli 1 je debitirao na Velikoj nagradi Italije 1951., nakon što se prethodnu utrku u Njemačkoj nije pojavio. Na Velikoj nagradi Argentine 1956. je osvojio četvrto mjesto, kada je dijelio Maserati s Gerinom Gerinijem. Godine 1961. pobijedio je na utrci 24 sata Interlagosa sa suvozačem Christianom Heinsom, a 1968. na utrci 500 km Porta Alegre sa suvozačem Janom Balderom u bolidu BMW 2000 TI.

## Vanjske poveznice
- Chico Landi - Stats F1
- Chico Landi - Driver Database
- Chico Landi - Racing Sports Cars